# Psallus perrisi
Psallus perrisi är en insektsart som först beskrevs av Étienne Mulsant och Claudius Rey 1852.  Psallus perrisi ingår i släktet Psallus, och familjen ängsskinnbaggar. Arten är reproducerande i Sverige.